# 北濟州郡
北濟州郡（：／ Bukjeju gun */?），是大韓民國已撤銷的行政區劃，屬於濟州道的一個郡，在2006年7月1日併入濟州市。撤銷前管轄4個邑、3個面。

## 行政區
| 行政區 | 諺文   |
| ------ | ------ |
| 翰林邑 | 한림읍 |
| 涯月邑 | 애월읍 |
| 舊左邑 | 구좌읍 |
| 朝天邑 | 조천읍 |
| 翰京面 | 한경면 |
| 楸子面 | 추자면 |
| 牛島面 | 우도면 |